# Resolutie 85 Veiligheidsraad Verenigde Naties
Resolutie 85 van de Veiligheidsraad van de Verenigde Naties werd
aangenomen op de 479ste vergadering van de Raad op 31 juli 1950.
Negen leden keurden de resolutie goed
terwijl Joegoslavië zich onthield en de
Sovjet-Unie afwezig was.

## Achtergrond
Midden 1950 bezette het communistische Noord-Korea grotendeels
het democratische Zuid-Korea.
De Veiligheidsraad zette middels resolutie 83 een internationaal militair commando op touw, om de Zuid-Koreanen bij te springen.

## Inhoud
De Veiligheidsraad erkende de ontberingen die het Koreaanse volk moest doorstaan als gevolg van de voortzetting van de onwettige Noord-Koreaanse aanval. Het spontaan aanbieden van hulp door overheden, gespecialiseerde agentschappen en NGO's werd gewaardeerd.
Het Gezamenlijk Commando met verantwoordelijkheidszin werd gevraagd de noodhulp voor het Koreaanse volk en de procedures voor de levering ervan te bepalen. De Secretaris-Generaal werd gevraagd alle aanbiedingen van noodhulp naar het Gezamenlijk Commando te sturen. Het Gezamenlijk Commando werd gevraagd aan de Veiligheidsraad te rapporteren over de noodhulpacties. De Secretaris-Generaal, de Economische en Sociale Raad, de gespecialiseerde organisaties van de VN en de NGO's werden gevraagd om op verzoek van het Gezamenlijk Commando noodhulp voor de Koreaanse bevolking te leveren.

## Verwante resoluties
- Resolutie 83 Veiligheidsraad Verenigde Naties raadde de VN-lidstaten aan Zuid-Korea te steunen.
- Resolutie 84 Veiligheidsraad Verenigde Naties vroeg de leden Zuid-Korea onder Amerikaans commando militair te steunen.
- Resolutie 88 Veiligheidsraad Verenigde Naties vroeg Chinese vertegenwoordiging bij de discussie over een rapport van het commando.
- Resolutie 90 Veiligheidsraad Verenigde Naties verwijderde de kwestie van de lijst met lopende zaken.

Lijst ·  79 ·  80 ·  81 ·  82 ·  83 ·  84 ·  85 ·  86 ·  87 ·  88 ·  89